# Thung
Thung hay còn gọi tung (danh pháp khoa học Tetrameles nudiflora) là loài duy nhất thuộc chi Thung (Tetrameles), họ Tetramelaceae. Loài này có ở Úc, Bangladesh, Bhutan, Trung Quốc, Ấn Độ, Indonesia, Lào, Malaysia, Myanmar, Sri Lanka, Thái Lan, và Việt Nam.